# Ostpreußische Regierung (Justizbehörde)

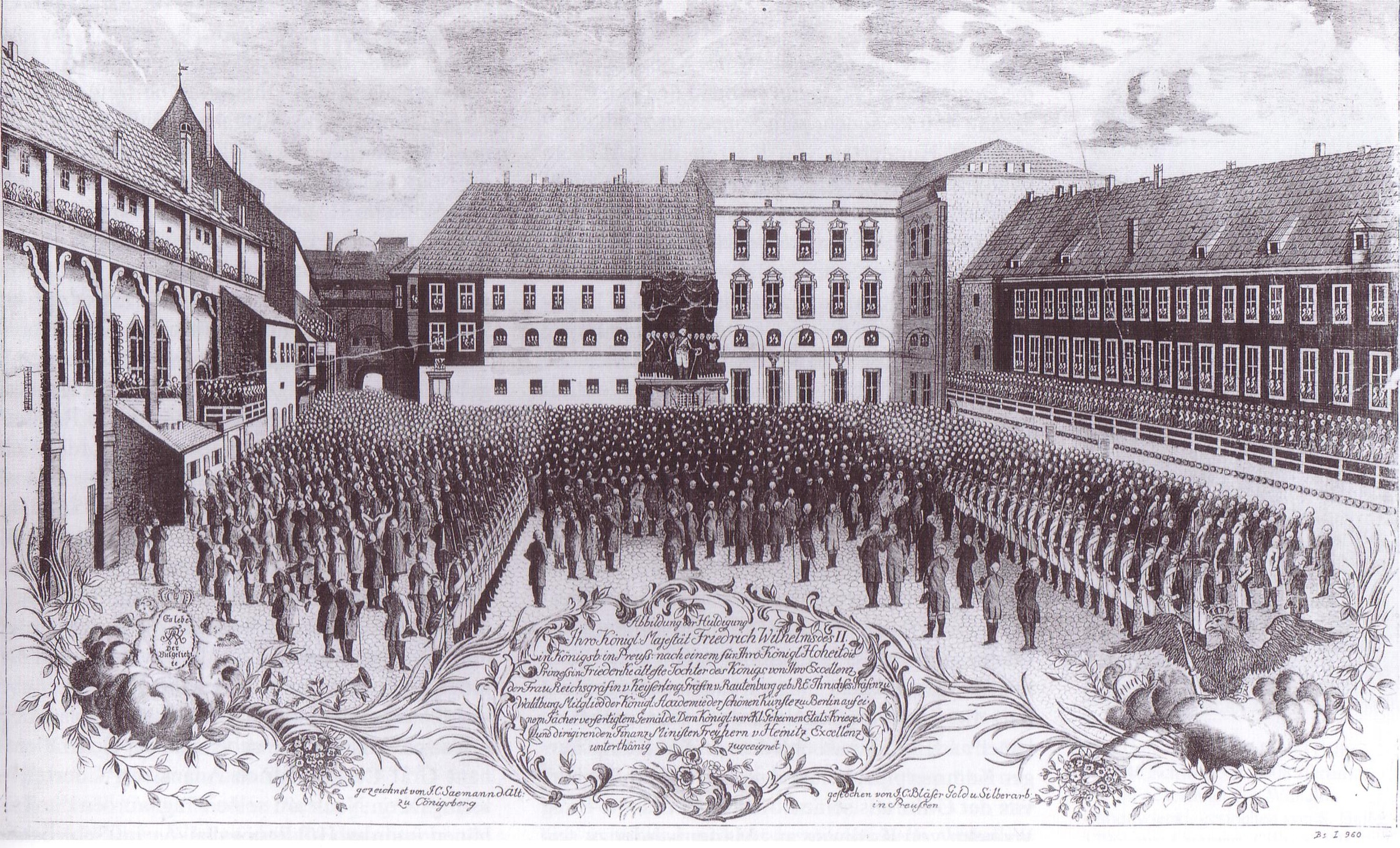
Huldigung für Friedrich Wilhelm II. vor dem Ostflügel des Königsberger Schlosses (1786)

Die Ostpreußische Regierung zu Königsberg (ab 1808: Oberlandesgericht Königsberg) war eine Obere Justizbehörde im Königreich Preußen. Von jeher saß die Justiz im Nordflügel, die Verwaltung im Ostflügel des Königsberger Schlosses.

## Vorgeschichte
König Friedrich Wilhelm I. hatte seinen Justizminister, Großkanzler Samuel von Cocceji, beauftragt, eine Justizreform und ein Allgemeines Landrecht für die Preußischen Staaten auszuarbeiten. Im Jahre 1751 kam Cocceji zu einer Inspektionsreise nach Königsberg. Die Neuordnung des preußischen Rechtswesens zog sich über Jahrzehnte hin. Im Namen Friedrichs II. sollte Großkanzler Johann Heinrich von Carmer die Aufgabe zum Abschluss bringen. Mit den Geh. Räten Oberamtsrat Carl Gottlieb Svarez und Kammergerichtsrat Otto Nathanael Baumgarten kam Carmer im September 1781 nach Königsberg, um sich ein Bild von der Rechtspflege auf dem Boden des neuen Corpus Juris Fridericianum zu machen. Tribunal, Hofgericht, Kriminalkolleg, Pupillenkollegium, Oberburggräfliches Amt und das kombinierte Stadtgericht standen im Mittelpunkt ihres Interesses. Die vorgefundenen Missstände wollten sie durch eine Reform des Gerichtsverfassungsrechts beseitigen.

## Aufgabe und Struktur
So wurden alle höheren königlichen Gerichte 1782 als »Ostpreußische Regierung« zusammengefasst. Sie war zunächst für alle Zivil- und Kriminaljustizsachen, Hypotheken-, Pupillen- und Depositalsachen zuständig, die vor ein Obergericht der landesherrlichen Gerichtsbarkeit gehörten. Der Erste Senat der Ostpreußischen Regierung entsprach dem früheren Hofgericht, der Zweite dem Tribunal, aus dem 1815 das Oberlandesgericht Königsberg hervorging. Die ersten Chefpräsidenten der Ostpreußischen Regierung waren Friedrich Alexander von Korff und Ludwig Finck von Finckenstein (1784).
Die Neuordnung leitete die Trennung von Justiz und Verwaltung ein. Die »Preußische Regierung« (die einstige Oberratsstube) hieß seit 1773 »Ostpreußische Regierung« und seit 1781 »Ostpreußisches Etatsministerium«, das allein für Hoheits-, Kirchen- und Schulsachen zuständig war.
Als Obergerichte wurden außerdem das »Hofgericht zu Insterburg«, in Westpreußen die »Regierung zu Marienwerder« und das »Hofgericht zu Bromberg« begründet.
Im Rahmen der Preußischen Reformen versuchte man, eine einheitliche Systematik der Justizbehörden einzurichten und begann damit bei den Mittelgerichten. Die Verordnung wegen verbesserter Einrichtung der Provinzial-Polizei- u. Finanz-Behörden vom 26. Dezember 1808 bestimmte, dass die unter verschiedenen Bezeichnungen wie Oberamtsregierung oder Hofgericht firmierenden obersten Gerichte jedes Landesteils künftig Ober-Landesgericht heißen sollten. Damit wurde die Regierung künftig als Oberlandesgericht Königsberg bezeichnet. 1849 wurden die Oberlandesgerichte aufgelöst und stattdessen Appellationsgerichte eingerichtet. Dies war in Ostpreußen das Ostpreußische Tribunal zu Königsberg.

## Richter
- Ernst Gottlob Morgenbesser (ab 1804 Direktor, ab 1809 Vizepräsident und ab 1820 Chefpräsident)